# لويزا والتر
لويزا والتر (بالألمانية: Louisa Walter)‏ هي لاعب هوكي الحقل ألمانية، ولدت في 2 ديسمبر 1978 في دوسلدورف في ألمانيا.

## وصلات خارجية
- لويزا والتر على موقع أوليمبيديا (الإنجليزية)